# Ovidiu Liviu Donțu
Ovidiu Liviu Donțu (n. 26 martie 1969

) este un senator român, ales în 2012. 